# Dai Tamesue

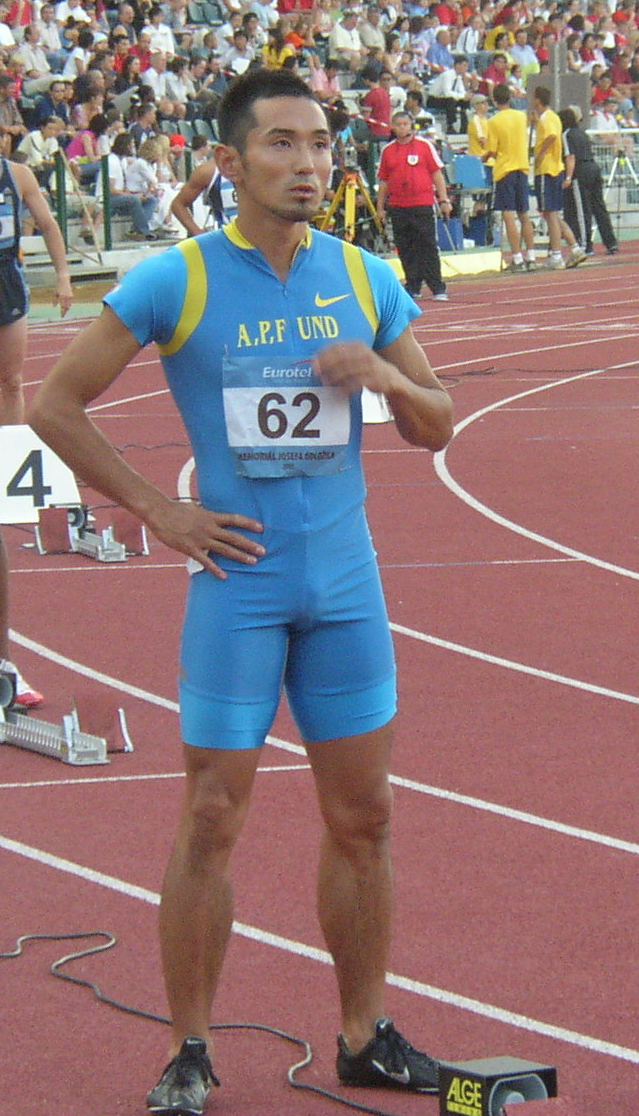
Dai Tamesue

Dai Tamesue, född 3 maj 1978, är en japansk friidrottare (häcklöpare). Tamesue har två gånger vid internationella mästerskap blivit bronsmedaljör såväl i Edmonton 2001 som i Helsingfors 2005. Tamesue personliga rekord är på 47,89 och är ifrån VM i Edmonton. Resultatet är ännu idag ett japanskt rekord.